# Zittauer Gebirge

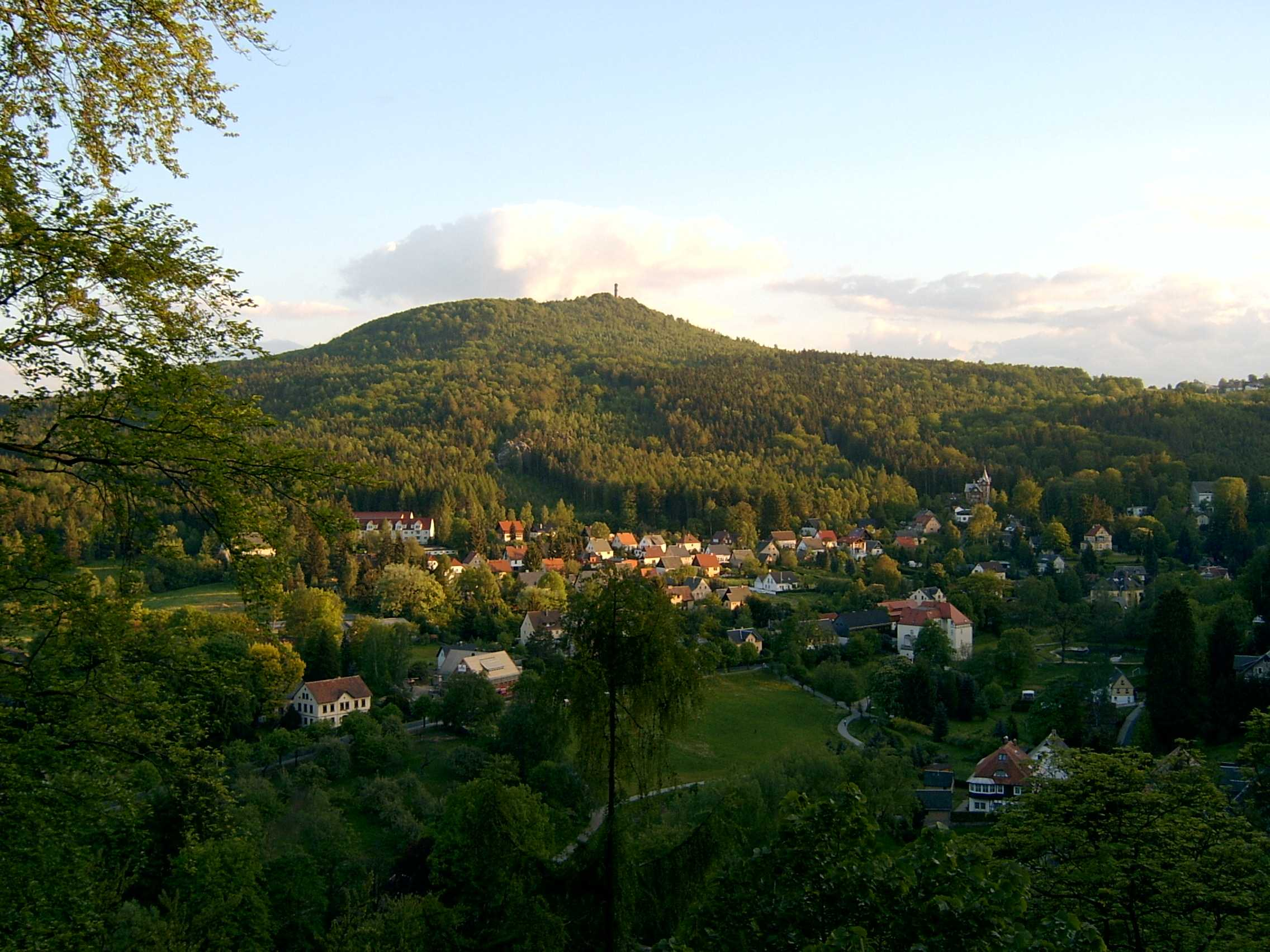
Oybin mit Hochwald

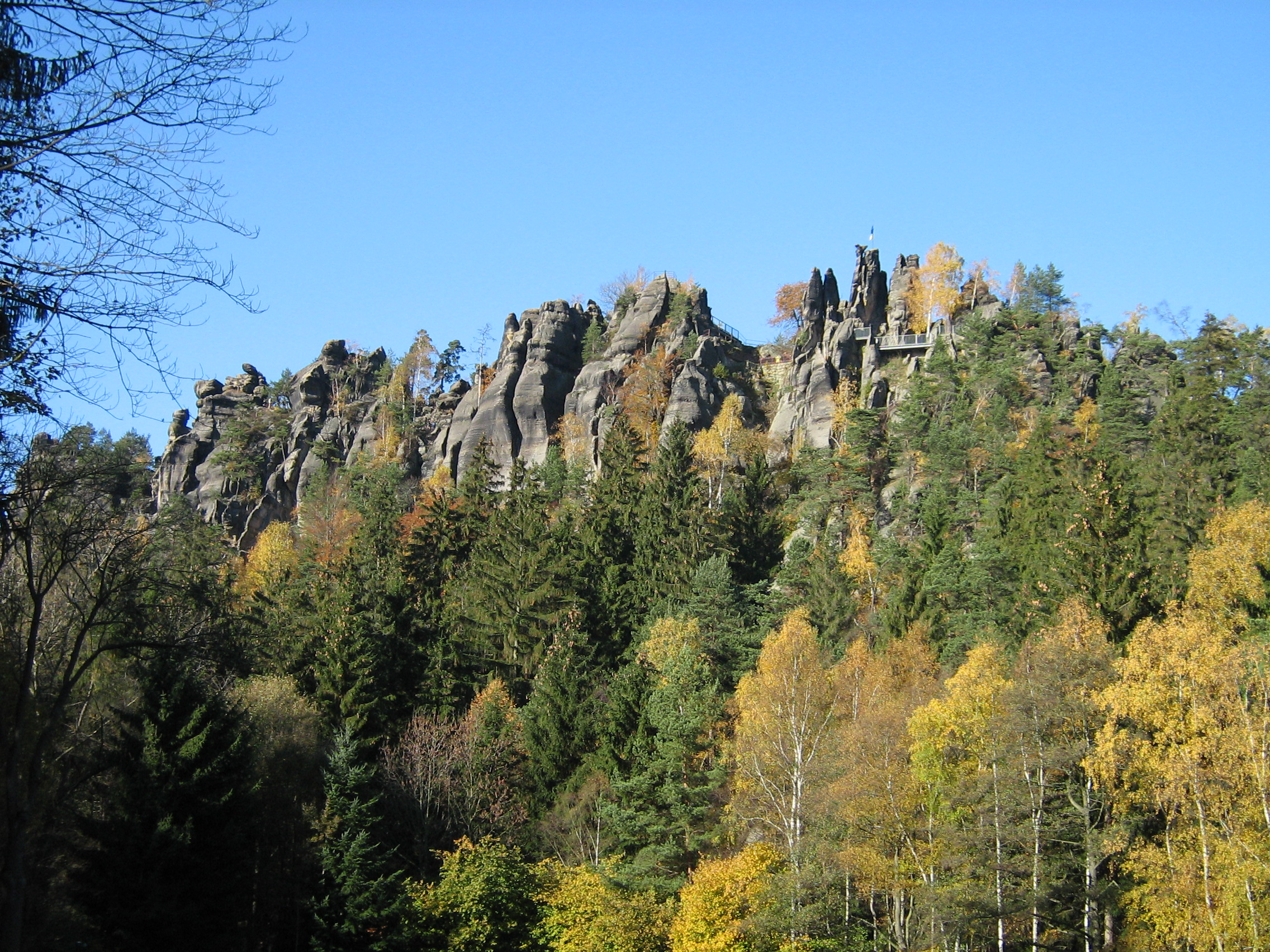
Nonnenfelsen bei Jonsdorf

Das Zittauer Gebirge (tschech. Žitavské hory), früher auch Lausitzer Kamm genannt, ist der deutsche Teil des sich an der sächsisch-böhmischen Grenze erstreckenden Lausitzer Gebirges im äußersten Südosten Sachsens. Es ist maximal 792,6 m ü. NHN hoch, gehört zum Gebirgszug der Sudeten und ist das kleinste Gebirge Deutschlands.

## Geographie

### Geographische Lage
Das Zittauer Gebirge liegt im äußersten Süden des Landkreises Görlitz. Wenige Kilometer nördlich des Gebirges befinden sich in West-Ost-Richtung betrachtet die Ortschaften Großschönau, Hainewalde, Bertsdorf-Hörnitz und Olbersdorf (wobei auf dessen Gemeindegebiet der Ameisenberg liegt). Der namensgebende Ort Zittau liegt noch einige weitere Kilometer entfernt nordöstlich von Olbersdorf, jedoch unmittelbar am Rand des umfassenderen Naturparks Zittauer Gebirge. (Der östlichste Teil des Gebirges bis zum Straßberg gehört verwaltungstechnisch zu Zittau.)
Im Gebirge selber liegen, in gleicher Richtung gesehen, Waltersdorf, Jonsdorf, Oybin und Lückendorf. Entwässert wird die Berglandschaft über Bäche, die etwa nach Norden in die Mandau fließen, einen westlichen Zufluss der Lausitzer Neiße.

### Berge
Zu den Bergen und Erhebungen des Gebirges gehören – mit Höhe in Meter über Normalhöhennull (NHN):
- Lausche (Luž; 792,6 m), deutsch-tschechischer Grenzberg, südlich von Waltersdorf
- Hochwald (Hvozd; 749,5 m), deutsch-tschechischer Grenzberg, südsüdwestlich von Oybin
- Jonsberg (653,1 m), südöstlich von Jonsdorf
- Buchberg (651,2 m), westlich von Jonsdorf
- Jánské kameny (604 m) (deutsch: Johannisstein), südlich von Oybin
- Töpfer (582 m), nordöstlich von Oybin, südlich von Olbersdorf
- Ameisenberg (575 m), nördlich von Oybin
- Heideberg (549,4 m), nordöstlich von Lückendorf
- Straßberg (537,6 m), östlich von Lückendorf
- Oybin (514,5 m), nördlich von Oybin
- Breiteberg (510,1 m), östlich von Großschönau, südlich von Hainewalde

## Naturräumliche Zuordnung

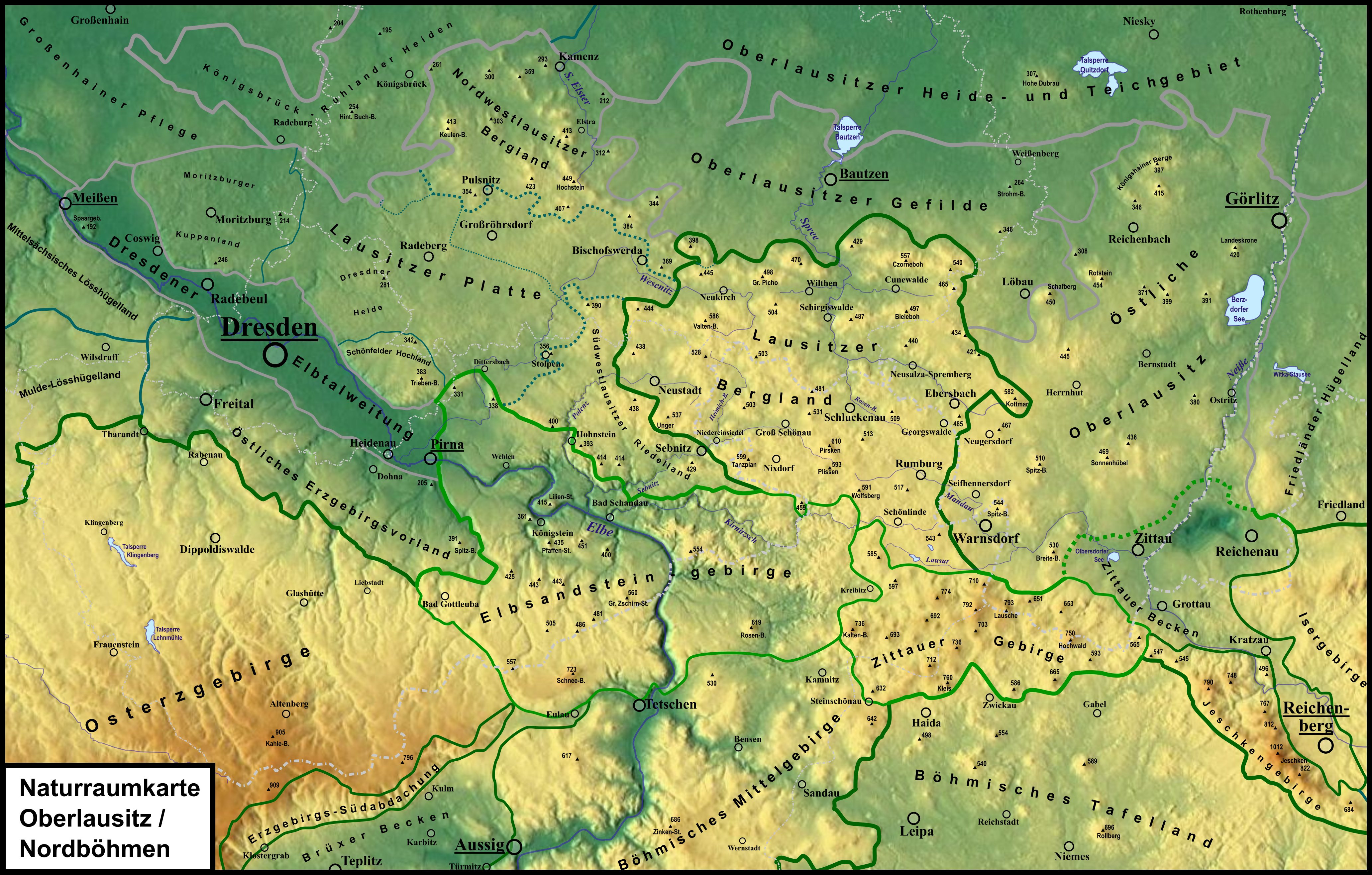
Naturraumkarte mit Zittauer Gebirge

In der naturräumlichen Gliederung nach Meynen stellt das Zittauer Gebirge eine Haupteinheit (431) innerhalb des Sächsisch-Böhmischen Kreidesandsteingebietes (Haupteinheitengruppe 43) dar, das auf deutschem Boden ansonsten nur noch die Sächsische Schweiz als Haupteinheit beinhaltet. Die Nahtstelle beider Hauptgebirge, des Lausitzer Gebirges und des Elbsandsteingebirges, befindet sich auf tschechischem Boden, weshalb diese Naturräume räumlich voneinander getrennt sind.
Die Arbeitsgruppe Naturhaushalt und Gebietscharakter der Sächsischen Akademie der Wissenschaften in Leipzig hat nun zu Anfang des 21. Jahrhunderts alle Mittelgebirge im sächsisch-böhmischen Grenzgebiet zur Übereinheit Sächsisches Bergland und Mittelgebirge zusammengefasst. Zwischen Zittauer Gebirge und Sächsischer Schweiz gehört dazu das Lausitzer Bergland, das nach Meynen noch mit den sich nördlich und östlich anschließenden Lösshügellandschaften zur Haupteinheit Oberlausitz zusammengefasst worden war; nach Westen setzt sich die neue Übereinheit in den Haupteinheitengruppen Erzgebirge und Vogtland fort.
Die naturräumliche Grenze des Zittauer Gebirges verläuft deutlich südlich der landläufigen, wie sie auf vielen Karten nachzulesen ist. Das längs seiner in ostsüdöstliche Richtungen verlaufenden Grenze zu Tschechien etwa 14 km lange Gebirge hat hierdurch eine Breite von gerade einmal 1,5 bis (im äußersten Falle) knapp 4 km und berührt das Lausitzer Bergland nicht auf deutschem Boden.

## Besonderheiten
Der Hauptkamm des Zittauer Gebirges bildet einen Teil der Wasserscheide zwischen Ost- und Nordsee (Nordsee-Ostsee-Wasserscheide). Die Wasserscheide ist in der Lausitz als Grenze der Einzugsgebiete von Lausitzer Neiße und Spree ausgeprägt und nimmt mit dem Zittauer Gebirge von Norden kommend den Lauf der Sudeten an.
Typisch im Zittauer Gebirge sind die bei Oybin und Jonsdorf befindlichen Sandsteinfelsgebiete, welche von den höchsten Bergen – die aus Phonolith (Klingstein) bestehen – überragt werden. Die höchsten und markantesten Berge sind Lausche (792,6 m ü. NHN) und Hochwald (749,5 m ü. NHN), welche auch die höchsten Erhebungen östlich der Elbe auf deutschem Staatsgebiet sind. Während an diesen Bergen vor allem artenreiche Laubwälder zu finden sind, herrschen in den Sandsteingebieten Kiefern und Fichten vor.
Wie in allen Gebirgen der Sudeten wurden diese durch den Schadstoffausstoß der umliegenden Kraftwerke (Boxberg, Hagenwerder, Hirschfelde, Turów/Polen), aber auch durch Schadstoffverfrachtung aus dem Nordböhmischen Becken in den 1970er- und 1980er-Jahren schwer geschädigt. Besucher werden diese Schäden durch erfolgte Neuaufforstung, Stilllegung bzw. Rauchgasreinigung der verbliebenen Kraftwerke in der Gegenwart kaum noch sehen.

## Tourismus

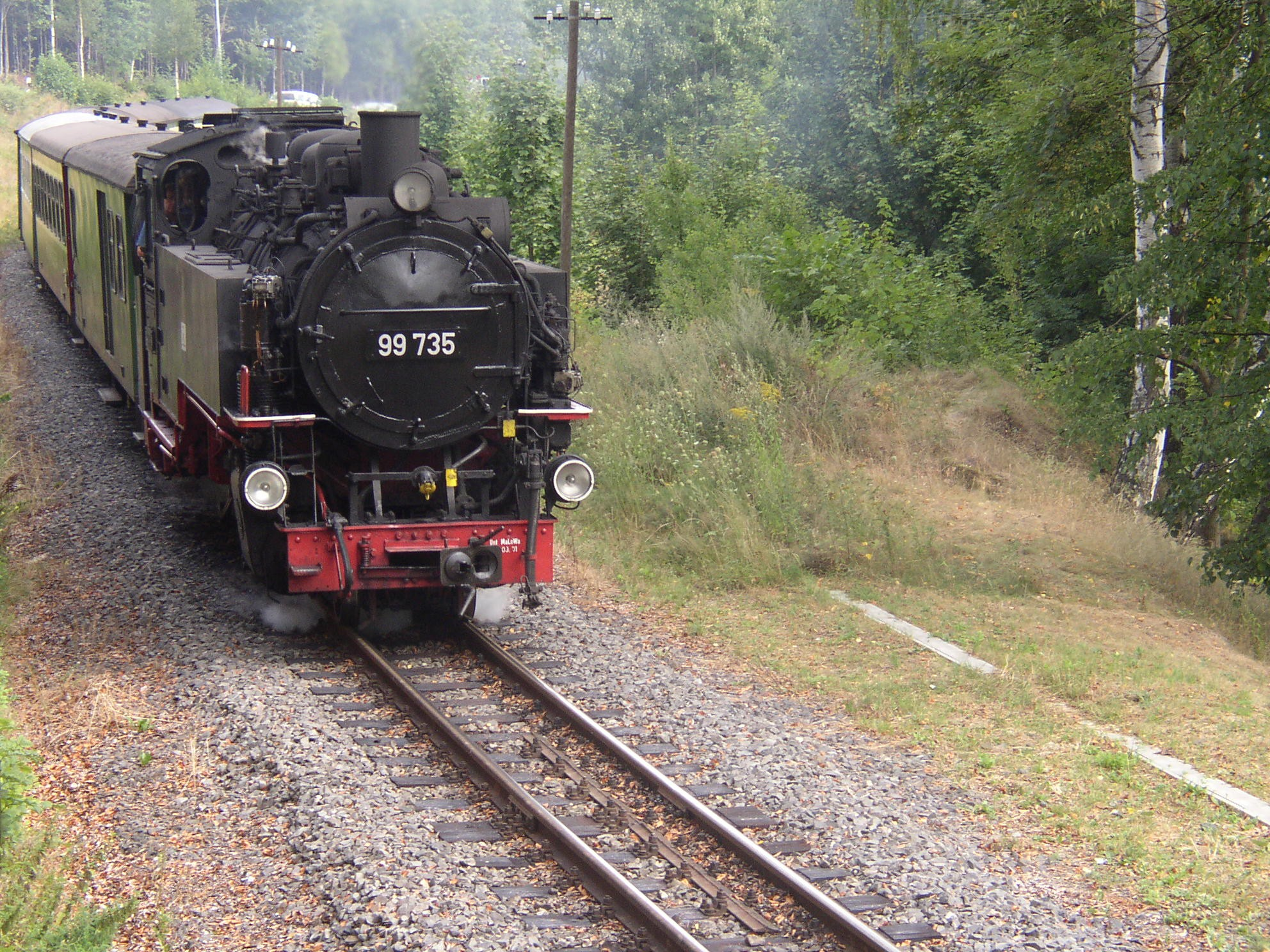
Schmalspurbahn bei Oybin Niederdorf

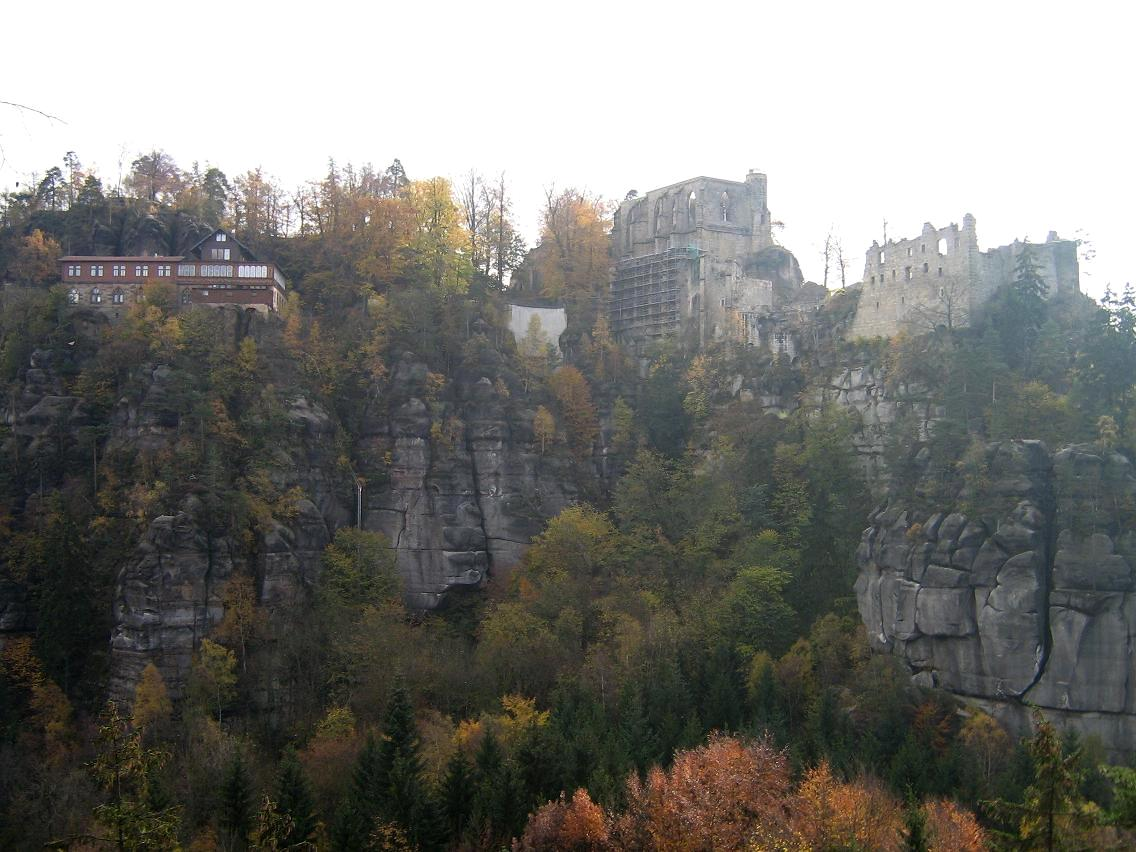
Klosterruine Oybin mit Berggasthof

### Allgemeines
Die bekanntesten Erholungsorte im Zittauer Gebirge sind Waltersdorf, Jonsdorf, Oybin und Lückendorf. Traditionell ist das Zittauer Gebirge ein beliebtes Wander-, Kletter- und Wintersportgebiet. Auch von Radfahrern, insbesondere Mountainbikern, wird es oft besucht. Die Grenze kann seit Beitritt von Tschechien zum Schengener Abkommen an jeder Stelle überschritten werden. An den meisten Punkten im Zittauer Gebirge ist das jedoch nur Wanderern und Radfahrern möglich. Typisch für das Zittauer Gebirge ist das dichte Wegenetz mit vielen Aussichtspunkten.
Wintersport wird in allen vier Gebirgsgemeinden betrieben, vor allem Skilanglauf (gesamtes Gebiet), alpiner Skisport (Lausche, Oybin-Hain, Lückendorf), Rodeln (Hochwald) und Eissport (Jonsdorf). Schneearme Winter in den 1990er-Jahren haben den Ruf als schneesicheres Gebirge jedoch nachhaltig geschädigt. Mit der Errichtung der Eissporthalle in Jonsdorf Anfang der 1990er-Jahre wurde für die Urlaubsgäste ein Alternativangebot geschaffen.
Die seit 1890 von Zittau aus nach Oybin und Jonsdorf verkehrende Zittauer Schmalspurbahn gehört zu den größten Attraktionen des Zittauer Gebirges. Diese von vornherein als touristische Bahn erbaute Strecke wird auch heute noch mit historischen Dampflokomotiven betrieben.

### Klettern
Wie auch in der benachbarten Sächsischen Schweiz wurden schon Ende des 19. Jahrhunderts die ersten Felsen für den Klettersport erschlossen. Es ist das nach der Sächsischen Schweiz bedeutendste Klettergebiet in Sachsen. Die bedeutendsten Klettergipfel sind Kelchstein, Jonsdorfer Mönch, Ernst-Schulze-Stein, Waldtorwächter und die Zwillinge. Im Jahr 1994 wurde zudem nach Vorbildern im Alpenraum ein Klettersteig in den Nonnenfelsen bei Jonsdorf eröffnet. Im Jahr 2006 folgte in Oybin unterhalb der Großen Felsengasse ein zweiter Klettersteig.

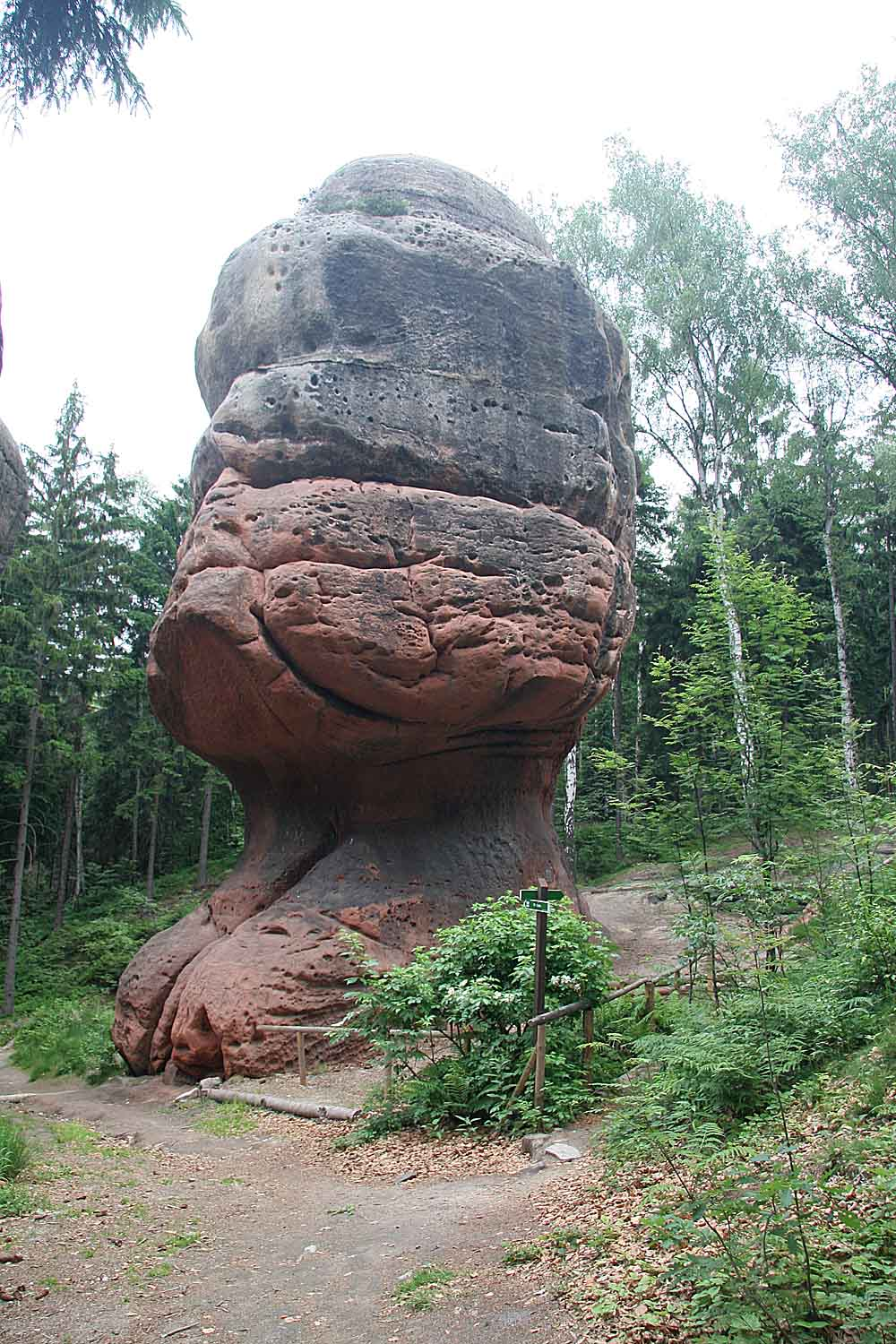
Kelchstein bei Oybin

## Sehenswürdigkeiten
Zu den Sehenswürdigkeiten des Zittauer Gebirges gehören neben den im Absatz „Berge“ genannten Bergen und Erhebungen diese:
- Burg- und Klosterruine auf dem Berg Oybin
- Aussichtsturm auf dem Hochwald
- Bergbauden auf dem Töpfer, dem Hochwald und dem Oybin
- Scharfenstein, Aussichtspunkt östlich von Oybin
- Kelchstein, Pilzfelsen südlich von Oybin
- zahlreiche Felsformationen und Felsentor auf dem Töpfer
- Kleine Orgel (Die „Orgel“), ein Felsgebilde in der Jonsdorfer Felsenstadt
- Mühlsteinbrüche, Felsgebilde südlich von Jonsdorf
- Nonnenfelsen, westsüdwestlich von Jonsdorf
- Umgebindehäuser, vor allem in Waltersdorf, Jonsdorf und Bertsdorf
- Zittauer Schmalspurbahn, die Orte Jonsdorf, Olbersdorf, Oybin und Zittau verbindende Schmalspurbahn

## Bauden

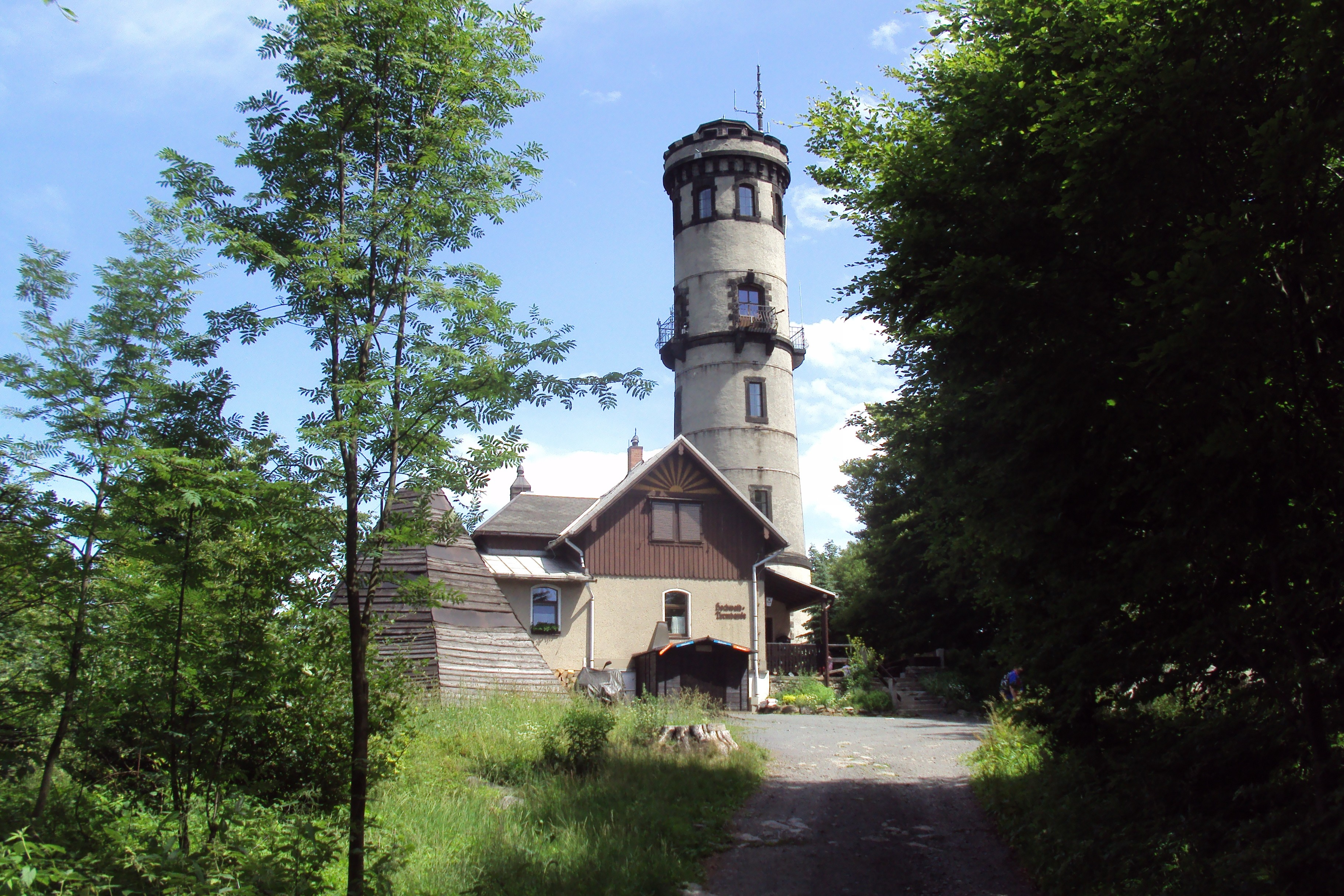
Hochwaldturmbaude

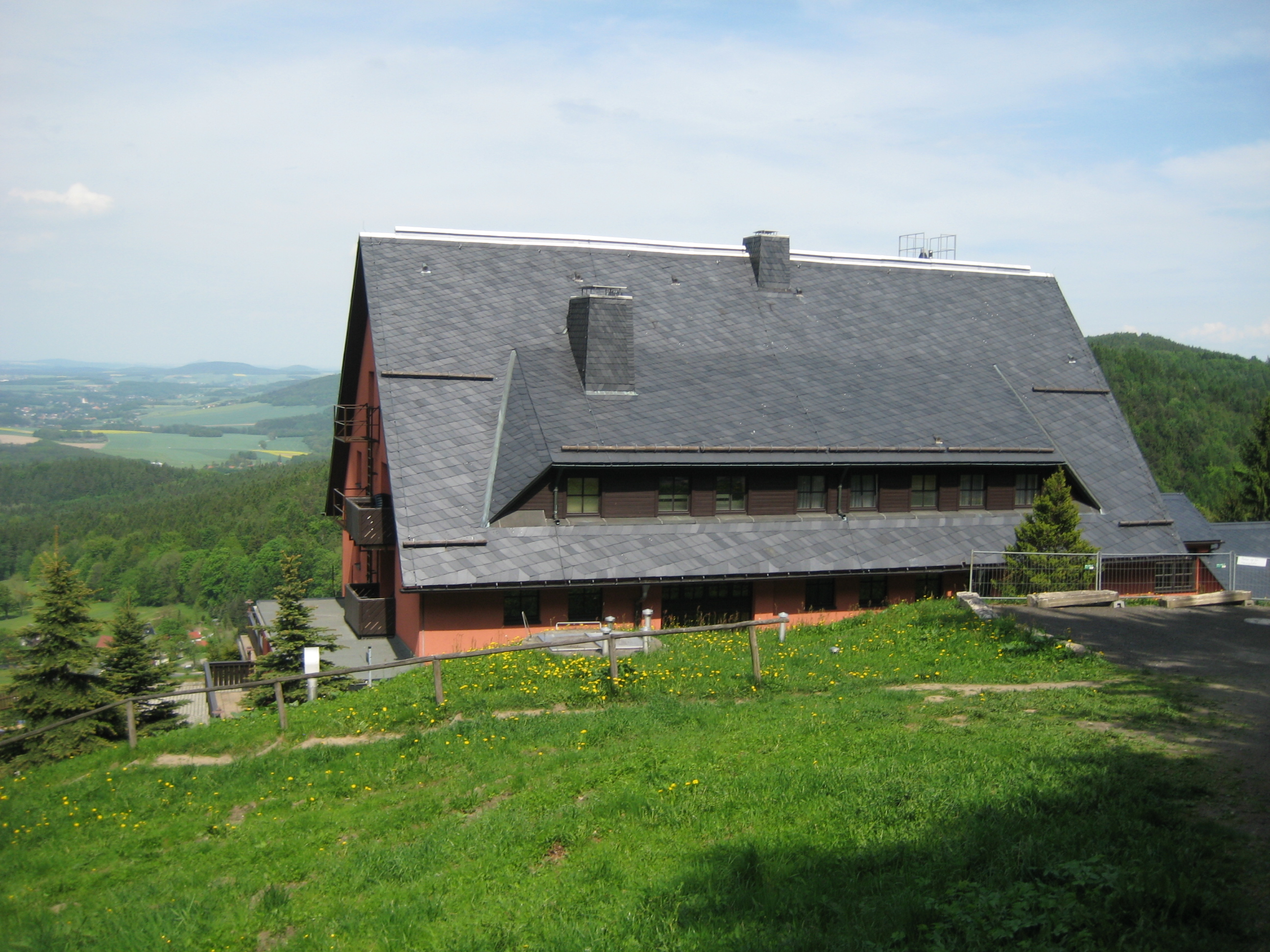
Hubertusbaude

Im Zittauer Gebirge befinden sich folgende Bergbauden:
- Breitebergbaude
- Hochwaldbaude
- Hochwaldturmbaude
- Hubertusbaude
- Nonnenfelsenbaude
- Rübezahlbaude
- Töpferbaude